# Hampden County
Hampden County is een county in de Amerikaanse staat Massachusetts.
De county heeft een landoppervlakte van 1.602 km² en telt 456.228 inwoners (volkstelling 2000). De hoofdplaats is Springfield.

## Bevolkingsontwikkeling

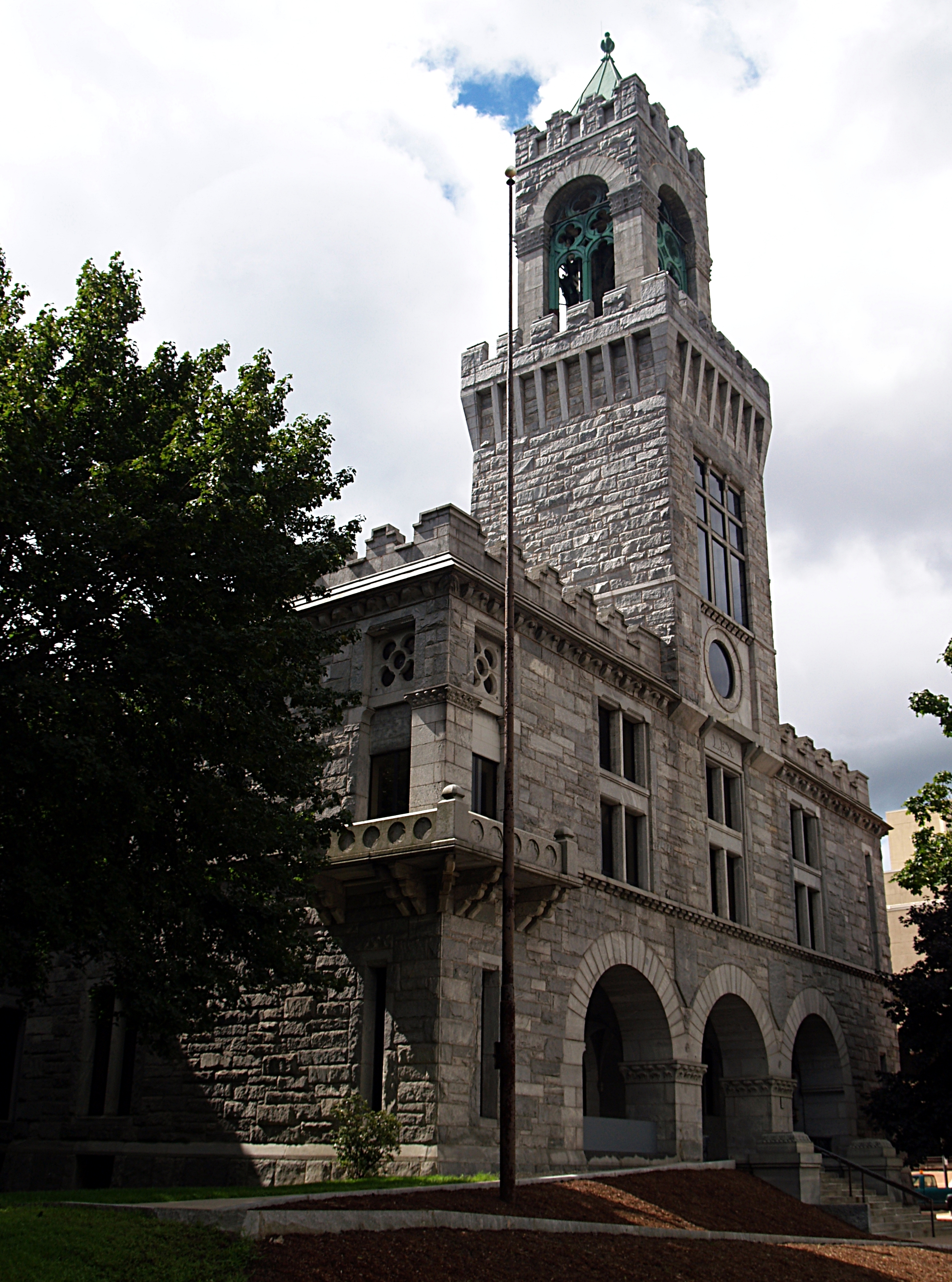
Hampden County Courthouse